# Liste der Abkürzungen für Fachzeitschriften
Diese Liste der Abkürzungen für Fachzeitschriften enthält gebräuchliche Abkürzungen oder Siglen für Fachzeitschriften, wie sie in wissenschaftlichen Beiträgen benutzt werden. Solche Abkürzungen sind Wissenschaftlern der jeweiligen Fachgebiete meist geläufig, darüber hinaus jedoch nicht weit verbreitet. Ein einheitlicher Standard ist in der ISO 4 definiert, jedoch werden auch davon abweichende Abkürzungsverfahren genutzt und teilweise für dieselben Titel unterschiedliche Abkürzungen verwendet. Auch einige Produzenten von Literaturdatenbanken führen Zeitschriftenlisten mit Abkürzungen, zum Beispiel CASSI (für Chemical Abstracts Service Source Index) oder das NIH (für PubMed/Medline).
Nach den Abkürzungen wird der vollständige Titel der entsprechenden Zeitschriften angegeben und gegebenenfalls auf den zugehörigen Wikipedia-Artikel verlinkt. In Klammern wird der Erscheinungszeitraum der Zeitschriften angegeben.
Die Liste ist alphabetisch nach den Abkürzungen sortiert. Vollständigkeit ist nicht gegeben.

## A
- AA – Archäologischer Anzeiger (1889–)
- AAA – Annals of Archaeology and Anthropology (1908–1948)
- AAA – Archaiologika analekta ex Athenon („Athens annals of archaeology“, 1968–)
- AAAbo – Acta Academiae Aboensis
- AAAbo.H – Acta Academiae Aboensis, Serie A, Humaniora
- AAAHP – Acta ad archaeologiam et artium historiam pertinentia
- AAAN – Atti della Reale Accademia di Archeologia, Lettere e Belle Arti. Napoli
- AAAp – Acta apostolorum apocrypha
- AAP – Atti della Accademia Pontaniana
- AAAPS – Annals of the American Academy of Political and Social Science
- AAAPS.S – Annals of the American Academy of Political and Social Science, Supplement
- AAAr – Acta antiqua et archaeologica
- AAAr.S – Acta antiqua et archaeologica, Supplement
- AAAS – Annales archéologiques arabes, syriennes
- AAB – Annuaire de l’Académie royale de Belgique
- AAH – Acta Antiqua Academiae Scientiarum Hungaricae
- AAS – Acta Apostolicae Sedis (1909–)
- AAW – Anzeiger für die Altertumswissenschaft (1947–)
- A&A – Antike und Abendland (1944–)
- A&A – Astronomy & Astrophysics (1969–)
- AB – Analecta Bollandiana
- ABibl – Archäologische Bibliographie, Beilage zum Jahrbuch des Deutschen Archäologischen Instituts (1933–1994)
- ABG – Archiv für Begriffsgeschichte (1955–)
- ABSA / BSA – The Annual of the British School at Athens London (1894–)
- ABzF – Acta Byzantina Fennica, Acta Byzantina Fennica New Series
- AC – L’Antiquité classique (1932–)
- Ac C – Acta Classica, Journal of the Classical Association of South Africa (1958–)
- ACD – Acta classica Universitatis scientiarum Debreceniensis (1965–)
- ACi – Analecta Cisterciensia (1945–)
- ACME – Annali della Facoltà di Lettere e Filosofia dell’Università degli Studi di Milano
- AcIr – Acta Iranica (1971–)
- AcOr – Acta Orientalia
- AcP – Archiv für die civilistische Praxis (1818–)
- ACPQ – American Catholic Philosophical Quarterly (1990–; vorher 1927–1989 als The New Scholasticism)
- AdA – Anzeiger für deutsches Altertum und deutsche Literatur (1875–1989)
- AdA – Aus dem Antiquariat. Zeitschrift für Antiquare und Büchersammler (1948–)
- ADAIK – Abhandlungen des Deutschen Archäologischen Instituts Kairo (1958–)
- ADipl – Archiv für Diplomatik (1955–)
- ADOG – Abhandlungen der Deutschen Orient-Gesellschaft (1956–)
- AE – L’Année épigraphique (1888–)
- Aeg – Aegyptus. Rivista italiana di egittologia e di papirologia (1920–)
- Aerosol Sci. Technol. – Aerosol Science and Technology (1981–)
- AEvKR – Archiv für evangelisches Kirchenrecht (1937–1941)
- A&F – Ausgrabungen und Funde (1956–)
- AfD – Archiv für Diplomatik (1955–)
- AfK – Archiv für Kommunalwissenschaften
- AfkKR, AKathKR – Archiv für katholisches Kirchenrecht (1856–)
- AfMw – Archiv für Musikwissenschaft (1918–)
- AfMw-B – Beihefte zum Archiv für Musikwissenschaft (1966–)
- AfO – Archiv für Orientforschung (1926–)
- AfP – Archiv für Presserecht (1969–)
- AfP – Archiv für Polizeigeschichte (1990–)
- AfS – Archiv für Sozialgeschichte (1961–)
- AG – Die Aktiengesellschaft (1956–)
- Äg.Abh. – Ägyptologische Abhandlungen (1960–)
- AGB – Archiv für Geschichte des Buchwesens (1956–)
- Ag.Fo. – Ägyptologische Forschungen
- AGP, AGPh – Archiv für Geschichte der Philosophie
- AH – Analecta Husserliana, The Yearbook of Phenomenological Research (1970–)
- AH – Achaemenid History (1987–)
- AHDLMA – Archives d’Histoire Doctrinale et Littéraire du Moyen Âge (1929–)
- AHP – Archivum Historiae Pontificiae
- AHR – The American Historical Review (1884–)
- AHV – Annalen des Historischen Vereins für den Niederrhein (1855–)
- AiB – Arbeitsrecht im Betrieb (1980–)
- AION – Annali dell’Università degli Studi di Napoli „L’Orientale“ (1979–)
- AJ – Astronomical Journal (1849–1861; 1885–)
- AJA – American Journal of Archaeology (1885–)
- AJAH – American Journal of Ancient History (1976–)
- AJBA – Australian Journal of Biblical Archaeology (1968–1975)
- AJN – American Journal of Numismatics
- AJP, AJPh – American Journal of Philology (1880–)
- AJS, AJSoc – American Journal of Sociology (1895–)
- AJSL, AJSLL – American Journal of Semitic Languages and Literatures (1884–1941)
- AJSR – Association for Jewish Studies review (1976–)
- AK – Analyse & Kritik (1979–)
- AKG – Archiv für Kulturgeschichte (1903–)
- A&K – Aufklärung & Kritik (1994-)
- AL – Ad legendum (2004–)
- ALex, ALLG – Archiv für lateinische Lexikographie und Grammatik (1884–1908)
- ALMA – Archivum latinitatis medii aevi (1924–)
- Alt, Altt – Das Altertum (1955–)
- ALW – Archiv für Liturgiewissenschaft (1950–)
- AM – Athenische Mitteilungen (offiziell Mitteilungen des Deutschen Archäologischen Instituts, Athenische Abteilung; 1876–)
- AMD – Academy of Management Discoveries
- AMI – Archaeologische Mitteilungen aus Iran (1929–1938) (Neue Folge: 1968–1995)
- AMIT – Archäologische Mitteilungen aus Iran und Turan (1996–)
- AMJ – Academy of Management Journal
- Am J Hematol – American Journal of Hematology (1976–)
- AMLE – Academy of Management Learning and Education
- AMl – Acta musicologia (1931–)
- Am. M. Mo. – American Mathematical Monthly
- AMP – Academy of Management Perspectives
- AMR – Academy of Management Review
- Anal – Analysis (1933–)
- ANB – Archäologisches Nachrichtenblatt (1996–2012)
- AncP – Ancient Philosophy (1980–)
- AncSoc – Ancient society (1970–)
- An Est Amer – Anuario de Estudios Americanos (1944–)
- ANN – Annales: Histoire, sciences sociales (1929–)
- Ann.Inst.H.Poincaré – Annales de l’Institut Henri Poincaré
- Ann. Math. – Annals of Mathematics (1884–)
- AnnNPh – Annalen der Naturphilosophie (1901–1921)
- AnnPhil – Annalen der Philosophie (1919–1929, ab 1924 Annalen der Philosophie und philosophischen Kritik)
- Ann.Phys. – Annalen der Physik (1799–)
- Ann.Phys. (N.Y.) – Annals of Physics (1957–)
- Ann.Rev.Nucl.Part.Sci. – Annual Review of Nuclear Particle Science
- AnPont, auch AnnPont – Annuario Pontificio (1856–1870; 1912–)
- AnTard – Antiquité Tardive, Revue internationale d’histoire et d’archéologie
- AnwBl – Anwaltsblatt und Österreichisches Anwaltsblatt
- AO – Der Alte Orient
- AOASH – Acta Orientalia Academiae Scientiarum Hungaricae (1950–)
- AÖAW – Anzeiger der Österreichischen Akademie der Wissenschaften (1847–)
- AÖG – Archiv für österreichische Geschichte (1848–)
- AöR – Archiv des öffentlichen Rechts (1885–)
- AOF – Altorientalische Forschungen (1974–)
- AOR – Annals of oriental research
- APF – Archiv für Papyrusforschung (1901–)
- APh – L’Année philologique (1924–)
- ApJ – Astrophysical Journal (1895–)
- APL – Applied Physical Letters
- apr – Allgemeine Papier-Rundschau (1949–)
- APR – Applied Physics Reviews
- APuZ – Aus Politik und Zeitgeschichte (1953–)
- Arch. Lebensm. Hyg. – Archiv für Lebensmittelhygiene (1950–)
- ArchPap – Archiv für Papyrusforschung (1901–)
- ARG – Archiv für Reformationsgeschichte (1903–)
- ARG – Archiv für Religionsgeschichte (1999–)
- Arh. Hig. Rada. Toksikol. – Arhiv Za Higijenu Rada I Toksikologiju (englisch Archives of Industrial Hygiene and Toxicology)
- ArOr – Archiv Orientální (1929–1942; 1946–)
- ARSP – Archiv für Rechts- und Sozialphilosophie (1933–)
- Arta – Achaemenid Research on Texts and Archaeology (2002–)
- ARWP – Archiv für Rechts- und Wirtschaftsphilosophie (1907–1933)
- AS – Anatolian Studies (1951–)
- ASAE – Annales du Service des Antiquités de l’Égypte (1900–)
- ASI – Archivio Storico Italiano (1842–)
- ASKG – Archiv für schlesische Kirchengeschichte
- ASNP – Annali della Scuola Normale Superiore di Pisa
- ASocRev – American Sociological Review (1936–)
- ASQ – Administrative Science Quarterly (1956–)
- ATZ – Automobiltechnische Zeitschrift
- AuA – Arbeit und Arbeitsrecht (1946–)
- AU – Der Altsprachliche Unterricht
- AUF – Archiv für Urkundenforschung
- AuR – Arbeit und Recht (1953–)
- AVN bzw. avn. – Allgemeine Vermessungs-Nachrichten (1889–)
- AW – Antike Welt (1970–)
- AZ – Archivalische Zeitschrift (1876–)
- ÄZ – Zeitschrift für Ägyptische Sprache und Altertumskunde (1863–)
- AZP, AZPh – Allgemeine Zeitschrift für Philosophie (1976–)

## B
- BA – Bank Archiv - Zeitschrift für das Bank- und Börsenwesen (1901 – 1943)
- BA – Bank Archiv - Zeitschrift für das gesamte Bank- und Börsenwesen (1988– )
- BA – Biblioteca Aegyptiaca (1932–)
- BA – The Biblical Archeologist (1938–1997, fortgesetzt als NEA – Near Eastern Archaeology)
- BAI – Bulletin of the Asia Institute (1987–)
- BAnz – Bundesanzeiger
- BAR – Biblical archaeology review (1975–)
- BASOR – Bulletin of the American Society of Overseas Research (1919–; von 1919 bis 1921 als Bulletin of the American School of Oriental Research in Jerusalem, von 1921 bis 2021 als Bulletin of the American Schools of Oriental Research)
- BauR – Baurecht (1970–)
- BayerJbVolkskde – Bayerisches Jahrbuch für Volkskunde (1914–)
- BB – Bargfelder Bote (1972–)
- BB – Betriebs-Berater (1946–)
- Bbl – Börsenblatt – Wochenmagazin für den Deutschen Buchhandel (1834–)
- B&C – Bruniana & Campanelliana
- BCH – Bulletin de correspondance hellénique (1877–)
- BCSV – Bollettino del Centro di Studi Vichiani
- BDLG – Blätter für deutsche Landesgeschichte (1852–)
- BECh – Bibliothèque de l’École des chartes (1839–)
- BED – BLUFF EUROPE – deutschsprachig
- BEFEO – Bulletin de l’Ecole Française d’Extrême Orient (Hanoi)
- Beiträge Bf – Beiträge zur ägyptischen Bauforschung und Altertumskunde
- BeitrrEvTheol – Beiträge zur evangelischen Theologie
- BETL – Bibliotheca Ephemeridum Theologicarum Lovaniensium
- BeWi – Berichte zur Wissenschaftsgeschichte (1978–)
- BGBl – Bundesgesetzblatt
- BHBl – Burgenländische Heimatblätter
- BHR – Bibliothèque d’Humanisme et Renaissance (1934–)
- BIE – Bulletin de l’Institut d’Égypte (1859–)
- BiAeg – Bibliotheca Aegyptiaca
- BIE – Bulletin de l’Institut d’Égypte (1859–)
- BIFAO – Bulletin de l’Institut francais d’archéologie orientale (1901–)
- BibOr – Biblica et Orientalia (1938–)[2]
- Bing. – Bauingenieur (1920–1942; 1949–)
- BiOr – Bibliotheca Orientalis (1943)
- BiuZ – Biologie in unserer Zeit (1971–)
- BJb – Bonner Jahrbücher (1842–)
- BKI – Bijdragen van het Koninklijk Instituut voor Taal-, Land-, en Volkenkunde ('s-Gravenhage)
- BKT – Berliner Klassikertexte (1904–2012)
- BLJ – Bucerius Law Journal (2007–)
- BlldtLG – Blätter für deutsche Landesgeschichte (1852-)
- BMFA – Bulletin of the Museum of Fine Arts
- BMJ – British Medical Journal (1840–)
- BMMA – Bulletin of the Metropolitan Museum of Art (1906–)
- BN / BN.NF – Biblische Notizen. Neue Folge (1976–)
- BNF – Beiträge zur Namenforschung (1949–)
- BPfKG – Blätter für pfälzische Kirchengeschichte und religiöse Volkskunde
- Brain Res – Brain Research
- BSAC – Bulletin de la Société d’archéologie copte (1935–)
- BSEI – Bulletin de la Société des Etudes Indochinoises de Saigon
- BSFE – Bulletin de la Société francaise d’égyptologie (1949–)
- BSL / BSLP – Bulletin de la Société de Linguistique de Paris (1871–)
- BStBl – Bundessteuerblatt (1951–)
- BRGÖ – Beiträge zur Rechtsgeschichte Österreichs (2011–)
- BSA / ABSA – The Annual of the British School at Athens (1894–)
- BSOAS – Bulletin of the School of Oriental and African Studies
- BuW – Bibliothek und Wissenschaft (1964–)
- BZ – Biblische Zeitschrift (1903–)
- BZ, ByZ – Byzantinische Zeitschrift (1892–)

## C
- Cancer Metastasis Rev. – Cancer and Metastasis Reviews (1982–)
- CBTJ – Calvary Baptist Theological Journal
- CCCC – Collection of Czechoslovak Chemical Communications (1929–)
- CCH – Český časopis historický
- CDAFI – Cahiers de la Délégation Archéologique Française en Iran (1971–1987)
- CdE – Chronique d’Égypte (1926–)
- CEFEO – Cahiers de l’Ecole Francaise d’Extrême Orient (Saigon)
- CFL – Corporate Finance Law (2010–)
- CG – Catalogue géneral du Musée du Caire
- CHE – Cahiers d’Égypte (1948–)
- Chem. Eng. J. – Chemical Engineering Journal (1970–)
- CHJ – The Cambridge historical journal (1923–1957)
- ChiuZ – Chemie in unserer Zeit (1967–)
- CHR – Canadian Historical Review (1896–)
- CHR – Catholic Historical Review (1915–)
- CIG – Christ in der Gegenwart (1967–)
- CistC – Cistercienser-Chronik (1889–)
- CIT – Chemie Ingenieur Technik (1928–)
- CLB – Chemie in Labor und Biotechnik (1950–)
- CMM – Casopis Matice moravské
- CO – Cahiers d’Orientalisme
- Comm. Math. Phys. – Communications in Mathematical Physics (1965–)
- Conc – Concilium (1965–)
- CPB – Christlich-pädagogische Blätter (1878–)
- CPh – Classical Philology
- CQ – The Classical Quarterly (1906–)
- CQR – The Church quarterly review (1875–1968)
- CR – Computer und Recht (1985–)
- CR – The Classical Review
- C R Acad Sceances Soc Biol Fil − Comptes rendus de l’Académie des sciences de la Societe de Biologie et de Ses Filiales
- C. R. Seances Soc. Biol. Fil. − Comptes Rendus des Seances de la Societe de Biologie et de Ses Filiales
- CRAIBL / CRAI – Comtes rendus à l’Académie des Inscriptions et Belles Lettres
- CRIA – Caucasian Review of International Affairs (2006–)
- CRIPEL – Cahiers de recherches de l’Institut de Papyrologie et d’Egyptologie de Lille (1973–)
- CSQ – Cistercian Studies Quarterly (1966–)
- CSSH – Comparative Studies in Society and History
- CsV – Cuadernos sobre Vico
- Cutan. Ocul. Toxicol. – Cutaneous and Ocular Toxicology (1982–)
- c’t – Magazin für Computertechnik (1983–)

## D
- DA – Deutsches Archiv für Geschichte des Mittelalters (1937–1944)
- DA – Deutsches Archiv für Erforschung des Mittelalters (1950–)
- DÄ – Deutsches Ärzteblatt (1872–)
- DAR – Deutsches Autorecht (1926–)
- DASiU – Die Alten Sprachen im Unterricht (1953–)
- DAWR – Deutsche Außenwirtschaftsrundschau, jetzt ZZV
- db – Deutsche Bauzeitung (1867–)
- DB – Der Betrieb (1948–)
- DDJ – Deutsches Dante-Jahrbuch
- de – das elektrohandwerk (1971–)
- Diak. – Diakonia (1970–)
- DJ – Deutsche Justiz
- DJZ – Deutsche Juristen-Zeitung (1896–1936)
- DLZ – Deutsche Litteraturzeitung (1880–1993)
- DMW – Deutsche Medizinische Wochenschrift (1875–)
- DNO – Die Neue Ordnung
- DNotV – Zeitschrift des Deutschen Notarvereins (1901–1932)
- DNotZ – Deutsche Notariats-Zeitung (1872–1899)
- DNotZ – Deutsche Notar-Zeitschrift (1933–1944, 1950–)
- DÖD – Der Öffentliche Dienst
- DOP – Dumbarton Oaks Papers (1941–)
- DÖV – Die Öffentliche Verwaltung (1947–)
- DR – Deutsches Recht (1931–1945)
- DRiZ – Deutsche Richterzeitung (1909–)
- DS – Deutsche Sprache (1973–)
- DSD – Dead Sea Discoveries (1994–)
- DStR – Deutsches Steuerrecht
- DStZ – Deutsche Steuer-Zeitung (1913–)
- DTBL – Deutsches Tierärzteblatt (1953–)
- DtZ – Deutsch-Deutsche Rechtszeitschrift (1990–1997)
- DuD – Datenschutz und Datensicherheit (1977–)
- DuR – Demokratie und Recht (1973–1993)
- DVBl – Deutsches Verwaltungsblatt (1948/49–)
- DVjs – Deutsche Vierteljahrsschrift für Literaturwissenschaft und Geistesgeschichte (1923–)
- DVZ – Deutsche Verkehrs-Zeitung (1947–)
- DVZ – Deutsche Verkehrs-Zeitung (1877–1945)
- DZG – Deutsche Zeitschrift für Geschichtswissenschaft (1888–1895)
- DZPh – Deutsche Zeitschrift für Philosophie

## E
- EAPR – East Asian Pastoral Review (1979–)
- eb – Elektrische Bahnen (1903–)
- EC – Early Christianity (2010-)
- ECarm – Ephemerides Carmeliticae
- EcrBib – L’Écriture de la Bible
- Edin. New Phil. J. – Edinburgh New Philosophical Journal
- EHR – The English Historical Review (1886–)
- EI – Der Eisenbahningenieur (1884–1944, 1948–)
- EID – Economic and Industrial Democracy (1980–)
- EJT – European Journal of Theology (1992–)
- EL – Ephemerides liturgicae
- EME – Early Medieval Europe (1992–)
- EÖ – Eisenbahn Österreich (1995–)
- ep – Elektropraktiker (1947–)
- Epid Bull – Epidemiologisches Bulletin (1994–)
- ERI – Eisenbahn-Revue International (1994–)
- ErnUm – Ernährungs-Umschau
- ERPL – European Review of Public Law
- ESP – Empirische Sonderpädagogik (2009-)
- ES&T – Environmental Science & Technology (1967–)
- ET&P – Entrepreneurship Theory and Practice (1976–)
- ETR – Eisenbahntechnische Rundschau (1920–1937, 1952–)
- EuA – Erbe und Auftrag (1959–)
- Europhys. Lett. – Europhysics Letters (1986–)
- Eur J Hear Fail – European Journal of Heart Failure (1999–)
- EuGRZ – Europäische Grundrechte Zeitschrift
- EuR – Zeitschrift Europarecht
- euvr – Zeitschrift für Europäisches Unternehmens- und Verbraucherrecht/Journal of European Consumer and Market Law
- EuZW – Europäische Zeitschrift für Wirtschaft
- EvO – Evangelische Orientierung (2000–)
- EvTh – Evangelische Theologie (1934–)
- EWE – Erwägen Wissen Ethik (1990–)
- EWS – Europäisches Wirtschafts- und Steuerrecht (1990–)

## F
- FamRZ – Zeitschrift für das gesamte Familienrecht (1953–)
- FBR – Family Business Review (1988–)
- FDG – Forschungen zur Deutschen Geschichte (1860–1886)
- FEER – Far Eastern Economic Review (1946–2009)
- FEQ – Far Eastern Quarterly (Ithaca, New York)
- FES – Far Eastern Survey (New York)
- FIFAO – Fouilles de l’Institut Français d’Archéologie Orientale (1924–)
- FinArch – FinanzArchiv (1884–)
- FKDG – Forschungen zur Kirchen- und Dogmengeschichte (1953–)
- FKGCA – Forschungen zur Kunstgeschichte und christlichen Archäologie (1952–)
- FKGG – Forschungen zur Kirchen- und Geistesgeschichte (1932–)
- FKRG – Forschungen zur kirchlichen Rechtsgeschichte und zum Kirchenrecht (1957–)
- FKTh – Forum Katholische Theologie
- FMSt – Frühmittelalterliche Studien (1967–)
- FOG, FOEG – Forschungen zur osteuropäischen Geschichte (1954–)
- FR – Finanz-Rundschau (1945–)
- FTS – Frankfurter theologische Studien (1969–)
- FuF – Forschung und Fortschritte
- FuR – Familie und Recht (1990–)
- FuR – Film und Recht (1957–1984; seit 1985 Zeitschrift für Urheber- und Medienrecht, ZUM)
- FVW – Das Magazin für Touristik und Business Travel
- FZPhTh – Freiburger Zeitschrift für Philosophie und Theologie (1886–)

## G
- GA – Goltdammer’s Archiv für Strafrecht (1853–)
- GA – Germanistische Abhandlungen (1882–1934)
- GAS – Gender & Society (1987–)
- GCFI – Giornale Critico della Filosofia Italiana
- GE – Das Grundeigentum
- Geistiges Eigentum – Geistiges Eigentum. Internationale Zeitschrift für Theorie und Praxis des Urheberrechts und seiner Nebengebiete (1935–1938)
- Gen.Rel.Grav. – General Relativity and Gravitation
- GesR – GesundheitsRecht (2002–)
- GewArch – Gewerbearchiv
- GFA – Göttinger Forum für Altertumswissenschaft (1998–)
- gfh – Geschichte für heute (2008–)
- GG – Geschichte und Gesellschaft. Zeitschrift für Historische Sozialwissenschaft (1975–)
- GGA – Göttingische Gelehrte Anzeigen (1739–)
- GiK – Geschichte in Köln (1977–)
- GiW – Geschichte im Westen. Zeitschrift für Landes- und Zeitgeschichte (1986–)
- GJ – Gutenberg-Jahrbuch (1926–)
- GLaL – German Life and Letters (1936–1939; 1947–)
- GLJ – German Law Journal (2000–)
- GM – Göttinger Miszellen (1972–)
- GmbHR – GmbH-Rundschau (1905–)
- GR – Geographische Rundschau (1949–)
- Gr – Gregorianum (1920–)
- GRBS – Greek, Roman and Byzantine Studies
- GRM – Germanisch-Romanische Monatsschrift (1909–)
- GRSR – Geschichte und Region/Storia e regione (1992–)
- GRUR – Gewerblicher Rechtsschutz und Urheberrecht (1891–)
- GS – Der Gerichtssaal
- GSLI – Giornale Storico della Letteratura Italiana
- GuG – Grundstücksmarkt und Grundstückswert
- GuL – Geist und Leben
- GVRZ – Zeitschrift für das gesamte Verfahrensrecht (2018−)
- GWI – Gaswärme International
- GWO – Gender, Work and Organization (1994–)
- GWR – Gesellschafts- und Wirtschaftsrecht
- GWU – Geschichte in Wissenschaft und Unterricht (1950–)

## H
- HA – Historische Anthropologie (1993–)
- HÄB – Hildesheimer Ägyptologische Beiträge (1976–)
- HANSA – Hansa – International Maritime Journal (1864–)
- HBR – Harvard Business Review (1922–)
- HBS – Herders Biblische Studien
- HeBAI – Hebrew Bible and Ancient Israel (2012–)
- HF – Heilpädagogische Forschung
- HGbll – Hansische Geschichtsblätter (1871–)
- Hist – Historia (1950–)
- HJb – Historisches Jahrbuch (1880–)
- HlD – Heiliger Dienst (1947–)
- HPB – Das Historisch-Politische Buch (1953–)
- HPh – Historia Philosophica
- HPR – Homiletic and Pastoral Review
- HQ – High Quality (1985–1997)
- HRR – Höchstrichterliche Rechtsprechung (1925–1942, 1925–1927: Die Rechtsprechung)
- HRRS – Online-Zeitschrift für Höchstrichterliche Rechtsprechung im Strafrecht
- HSCP – Harvard Studies in Classical Philology (1890−)
- HSR – Historical Social Research/Historische Sozialforschung (1976–)
- HT – Historisk tidsskrift norwegische Geschichtsforschung[3]
- HT – Healthcare traveler, ISSN 1077-5676
- HThR – The Harvard Theological Review (1908–)
- HuW – Hauswirtschaft und Wissenschaft – Eigentümer: Deutsche Gesellschaft für Hauswirtschaft (1951–)
- HV – Historische Vierteljahrschrift (1898–1937)
- HZ – Historische Zeitschrift (1859–)
- HZB – Holz-Zentralblatt (1874–)

## I
- IA – Iranica Antiqua (1961–)
- IBAES – Internet-Beiträge zur Ägyptologie und Sudanarchäologie (1998–)
- IBHM – Internationale Militärgeschichtliche Bibliographie (1978–)
- IEJ – Israel Exploration Journal (1950–)
- IHR – Institute of Historical Review
- IHS – Innsbrucker Historische Studien (1978–)
- IJIE – International Journal of Information Ethtics (2004–)
- IJMP (A-E) – International Journal of Modern Physics
- IKaZ – Internationale katholische Zeitschrift Communio (1972–)
- IKZ – Internationale Kirchliche Zeitschrift (1911–)
- IMAJ – The Israel Medical Association journal [Isr Med Assoc J]
- IME – Insurance: Mathematics and Economics
- IMU – Italia Medioevale e Umanistica
- Ind. Chem. – Industrial Chemist
- Ind. Eng. Chem. Res. – Industrial & Engineering Chemistry Research
- InsbürO – Zeitschrift für das Insolvenzbüro inzwischen: Zeitschrift für Insolvenzsachbearbeitung und Entschuldungsverfahren (2004–)
- IntamsR – Review of the International Academy for Marital Spirituality
- Int J Chronic Dis – International Journal of Chronic Diseases (2013-)
- Int. J. Intell. Counterintell. – Journal of Intelligence and Counterintelligence (1986–)
- Intell. Natl. Secur. – Intelligence and National Security (1986–)
- IPRax – Praxis des Internationalen Privat- und Verfahrensrechts (1981–)
- IRAQ – IRAQ, Zeitschrift des British Institute for the Study of Iraq (1934–)
- IRZ – Zeitschrift für Internationale Rechnungslegung (2006–)
- ISBJ – International Small Business Journal
- IStR – Internationales Steuerrecht
- IThQ – The Irish Theological Quarterly (1906–1922, 1951–)
- ITP – IT&Production (1999–)
- ITRB – Der IT-Rechts-Berater (2001–)
- IUR – Informationsdienst Umweltrecht
- IV – Internationales Verkehrswesen
- IZPh – Internationale Zeitschrift für Philosophie
- IZPP – Internationale Zeitschrift für Philosophie und Psychosomatik (2009–)

## J
- JA – Juristische Arbeitsblätter (1968–)
- JA – Journal asiatique (1822–)
- JAC – Journal of Ancient Civilizations (1986–)
- JACS, auch J. Am. Chem. Soc. – Journal of the American Chemical Society (1879–)
- J. Aerosol Sci. – Journal of Aerosol Science
- JAfrH Journal of African History
- JAJ – Journal of Ancient Judaism (2010–)
- JAMA – Journal of the American Medical Association (1883–)
- J Am Coll Cardiol – Journal of the American College of Cardiology (1983–)
- J. Am.O. Sc. – Journal of the American Oriental Society (Newhaven, Connecticut)
- JAMS – Journal of the Academy of Marketing Science
- JAMS – Journal of the American Mathematical Society
- JAMS – Journal of the American Musicological Society
- JAMT – Das Jugendamt – Zeitschrift für Jugendhilfe und Familienrecht
- JANES – The Journal of the Ancient Near Eastern Society
- JAOS – Journal of the American Oriental Society (1851–)
- J. Appl. Phys. – Journal of Applied Physics (1931–)
- JARCE – Journal of the American Research Center in Egypt (1962–)
- JAWWA – Journal of the American Water Works Association (1914–)
- JbAC – Jahrbuch für Antike und Christentum (1958–)
- JbDAI – Jahrbuch des Deutschen Archäologischen Instituts (1885-)
- JbGPrÖ – Jahrbuch für die Geschichte des Protestantismus in Österreich (1880–)
- JbKMG – Jahrbuch der Karl-May-Gesellschaft (1970–)
- JBl. Saar – Juristenblatt des Saarlandes
- JBMW – Journal for Biblical Manhood and Womanhood
- JBRS – Journal of the Burma Research Society (Rangoon, jetzt Yangon)
- JbUG – Jahrbuch für Universitätsgeschichte (1998–)
- JBV – Journal of Business Venturing
- JbwestdtLG – Jahrbuch für westdeutsche Landesgeschichte
- JbWG – Jahrbuch für Wirtschaftsgeschichte (1960–)
- JCH – Journal of Contemporary History (1966–)
- J. Cold War Stud. Journal of Cold War Studies (1999–)
- JCS – Journal of Cuneiform Studies (1947–)
- JdI – Jahrbuch des Deutschen Archäologischen Instituts (1885–)
- JEA – Journal of Egyptian Archaeology (1914–)
- JEA – The ACM Journal of Experimental Algorithmics (1996–)
- JEH – The Journal of Ecclesiastical History (1950–)
- JEM – Journal of Electronic Materials
- JEOL – Jaarbericht van het Vooraziatisch-Egyptisch Genootschap Ex Oriente Lux (1933–)
- JESHO – Journal of the Economic and Social History of the Orient (1958–)
- JESSEA – Journal of the Society for the Study of Egyptian Antiquites (1970–)
- JETh – Jahrbuch für Evangelikale Theologie (1987–)
- JETP – Journal of Experimental and Theoretical Physics, Übersetzung der Zeitschrift Pis’ma v Zhurnal Eksperimental' noi i Teoreticheskoi Fiziki aus dem Russischen (1931–)
- JFBM – Journal of Family Business Management
- JFBS – Journal of Family Business Management
- J GEN PHILOS SCI – Journal for General Philosophy of Science (1970–)
- JGIS – Journal of the Greater India Society (Calcutta)
- JGO – Jahrbücher für die Geschichte Osteuropas (1936–1941; NF 1953–)
- JGUAA – Journal of the General Union of Arab Archaeologists [arabische Ausgabe] (2000–)[4]
- JGUAA2 – Journal of the General Union of Arab Archaeologists (2) [englische Ausgabe] (2016–)[5]
- JHA – Jugendhilfe-aktuell (2004–)
- JHI – Journal of the History of Ideas (1940–)
- JHKS – Jahrbuch der Hamburger Kunstsammlungen (1948–1980)
- JHPh – Journal of the History of Philosophy
- JHS – The Journal of Hellenic Studies (1880–)
- JHSt – Journal of Hebraic Studies (1969–)
- J. Immunotoxicol. – Journal of Immunotoxicology (2004–)
- J. Intell. Hist. – Journal of Intelligence History (2001–)
- JJS – The Journal of Jewish Studies (1948–)
- JLA – Journal of Late Antiquity (2008–)
- JLH – Jahrbuch für Liturgik und Hymnologie (1955–)
- JLT – Journal of Literary Theory (2007–)
- JLW – Jahrbuch für Liturgiewissenschaft
- J.Math.Phys. – Journal of Mathematical Physics
- JMilHist – Journal of Military History (1937–)
- JMD – Journal für Mathematik-Didaktik
- JMKG – Jahrbuch des Museums für Kunst und Gewerbe Hamburg
- JMLat – Journal of Medieval Latin (1991–)
- JModH – The Journal of Modern History (1929–)
- JNEN – Journal of Neuropathology & Experimental Neurology (1942–)
- JNES – Journal of Near Eastern Studies (1942–)
- JNG – Jahrbuch für Numismatik und Geldgeschichte
- JOÄI – Jahreshefte des Österreichischen Archäologischen Institutes in Wien (1898–)
- JÖB – Jahrbuch der Österreichischen Byzantinistik (1951–)
- JöR – Jahrbuch des öffentlichen Rechts der Gegenwart (1907–1938/1939; 1951–)
- JPEK – Jahrbuch für prähistorische und ethnographische Kunst
- J.Phys. – Journal of Physics
- J.Phys.Chem. – Journal of Physical Chemistry
- JPIM – Journal of Product Innovation Management
- JPKS – Jahrbuch der Preußischen Kunstsammlungen (1880–1943)
- JR – Juristische Rundschau (1925–)
- JRA – Journal of Roman Archaeology (1988–)
- JRAS – Journal of the Royal Asiatic Society (London)
- JRASMB – Journal of the Royal Asiatic Society, Malayan Branch (Singapur)
- JRI – Journal of Risk and Insurance
- JRitSt – Journal of Ritual Studies (auch JRS, 1987–)
- J. R. M. – Journal of Recreational Mathematics
- JRMES – Journal of Roman Military Equipment Stories
- JRS – The Journal of Roman Studies (1911–)
- JS – Journal des savants (1665–; bis 1816 als Journal des sçavans)
- JSAI – Jerusalem Studies in Arabic and Islam
- JSNT – Journal for the study of the New Testament (1978–)
- JSocHist – Journal of Social History (1967–)
- JSOT – Journal for the study of the Old Testament (1976–)
- JSS – Journal of The Siam Society (Bangkok)
- JSSt – Journal of Semitic studies (1956–)
- Jura – Juristische Ausbildung (1979–)
- JuS – Juristische Schulung (1960–)
- JVI – The Journal of Value Inquiry (1967-)
- JW – Juristische Wochenschrift (1872–1939)
- JWCI – Journal of the Warburg and Courtauld Institutes
- JWG – Jahrbuch für Wirtschaftsgeschichte (1960–)
- JWMS – The Journal of William Morris Studies
- JZ – Juristenzeitung (1951–; als Nachfolgerin der Süddeutschen Juristenzeitung)

## K
- KatBl – Katechetische Blätter (1875–)
- KJ – Kritische Justiz (1968–)
- KJ – Kirchliches Jahrbuch für die Evangelische Kirche in Deutschland (1874–)
- KmJb – Kirchenmusikalisches Jahrbuch
- KMJb – Karl-May-Jahrbuch (1918–1933)
- KMK-HSchR – Informationen zum Hochschulrecht (1978–)
- KMT – A Modern Journal of Ancient Egypt (1990–)
- KN – Kartographische Nachrichten (1951–)
- KoR – Zeitschrift für internationale und kapitalmarktorientierte Rechnungslegung (2000–)
- K&R – Kommunikation & Recht (1998–)
- Krim – Kriminalistik (1946–)
- KrimJ – Kriminologisches Journal (1969–)
- KritJ – Kritische Justiz (1968–)
- KritV – Kritische Vierteljahresschrift für Gesetzgebung und Rechtswissenschaft (1859–?; 1986–)
- KStZ – Kommunale Steuer-Zeitschrift
- KuD – Kerygma und Dogma (1955–)
- KVfS – Kölner Vierteljahreshefte für Soziologie (1921–1934, Vorläufer der KZfSS)
- KZ – Kuhns Zeitschrift (1852–)
- KZfSS, KZS – Kölner Zeitschrift für Soziologie und Sozialpsychologie (1948–)

## L
- Lett.Nuo.Cim. – Lettere di Nuovo Cimento
- LJ – Laborjournal (1994–)
- LJ – Liturgisches Jahrbuch (1951–)
- LJJ – Leipziger Juristisches Jahrbuch
- LZ – Leipziger Zeitschrift für Handels-, Konkurs- und Versicherungsrecht (1907–1913), Leipziger Zeitschrift für Deutsches Recht (1914–1933)

## M
- MA – Markenartikel
- MA – Le moyen âge. Revue d’histoire et de philologie (1888–)
- Mainfrk Jb – Mainfränkisches Jahrbuch
- MAOG – Mitteilungen der Altorientalischen Gesellschaft (1925–)
- MDAIK – Mitteilungen des Deutschen Archäologischen Instituts Abt. Kairo (von 1930 bis 1944 als Mitteilungen des Deutschen Instituts für ägyptische Altertumskunde in Kairo (MDIAAK) geführt, in Berlin herausgegeben und die Abkürzung MDIAAK auch gelegentlich verwendet.[6])
- MdB – Le monde de la Bible
- MdKI – Materialdienst des Konfessionskundlichen Instituts (1950–)
- MDOG – Mitteilungen der Deutschen Orient-Gesellschaft zu Berlin (1898–)
- MDP – Mémoires de la Délégation en Perse (1900–1987)
- MDR – Monatsschrift für Deutsches Recht (1947–)
- MennGBl, MGB[7], MGBl – Mennonitische Geschichtsblätter (1936–)
- MEP – Minima Epigraphica et Papyrologica (1998–)
- MGM – Militärgeschichtliche Mitteilungen (1967–1999; dann Militärgeschichtliche Zeitschrift)
- MGWJ – Monatsschrift für Geschichte und Wissenschaft des Judentums (1852–1939)
- MGZ – Militärgeschichtliche Zeitschrift (1999–; vorher Militärgeschichtliche Mitteilungen)
- MH – Mennonitica Helvetica (1977–) Untertitel: Bulletin des Schweizerischen Vereins für Täufergeschichte. Bulletin de la Societé Suisse d’histoire mennonite
- MJB – Mittellateinisches Jahrbuch (1964–)
- MIFAO – Mémoires publiés par le membres de l’Institut francais d’archéologie orientale du Caire (1902–)
- MiKO – Mitteilungen zu den Kulturgütern der Orden (2016–)
- MIO – Mitteilungen des Instituts für Orientforschung (1953–)
- MIÖG – Mitteilungen des Instituts für Österreichische Geschichtsforschung (1880–)
- MittSAG – Mitteilungen der Sudanarchäologischen Gesellschaft zu Berlin e. V.
- MKMG – Mitteilungen der Karl-May-Gesellschaft
- ML – Music & letters (1920–)
- MlatJb – Mittellateinisches Jahrbuch (1964–)
- M. Mag. – Mathematics Magazine
- MMAF – Mémoires publiés par les membre de la Mission archéologique francaise (au Caire) Paris
- MDAI – Mémoires de la Délégation archéologique en Iran (1900–1987)
- MMAI – Memoires de la Mission archéologique en Iran (1943–1965)
- MMAP – Mémoires de la Mission archéologique de Perse (1914–1939)
- MMR – Multimedia und Recht (1998–)
- MNRAS – Monthly Notices of the Royal Astronomical Society (1827–)
- MQ – The musical quarterly (1915–)
- MR – Medien und Recht (1983–)
- MR – Mental Retardation
- MS – Management Science
- MSchKrim – Monatsschrift für Kriminologie und Strafrechtsreform (1944–) (1905–1936: Monatsschrift für Kriminalpsychologie und Strafrechtsreform, 1936–1944: Monatsschrift für Kriminalbiologie und Strafrechtsreform: Organ der Kriminalbiologischen Gesellschaft)
- MSS – Münchener Studien zur Sprachwissenschaft (1952–)
- MSR – Mamlūk Studies Review (1997–)
- MT – The musical times (45, 1904–)
- MTh / Mth – Musiktheorie (1986–)
- MTS – Music Theory Spectrum (1979–)
- MTZ – Motortechnische Zeitschrift (1939–)
- MuK – Musik und Kirche (1929–)
- MuW – Markenschutz und Wettbewerb
- MVAG – Mitteilungen der Vorderasiatischen Gesellschaft (1896–1944)
- MVEOL – Medelingen en Verhandelingen van het Vooraziatisch-Egyptisch Genootschap Ex Oriente Lux
- MVGN – Mitteilungen des Vereins für Geschichte der Stadt Nürnberg

## N
- NA – Neues Archiv der Gesellschaft für ältere deutsche Geschichtskunde (1876–1935)
- NAN – Neuropathology and Applied Neurobiology (1975–)
- NassAnn – Nassauische Annalen (1827–)
- Nat. – Nature (1869–)
- NBA – Nürnberger Blätter zur Archäologie (1984–2004)
- NC – The Numismatic Chronicle
- NDBZ – Neue Deutsche Beamtenzeitung (1951–1970)
- NBzA – Nürnberger Blätter zur Archäologie (1984–2004)
- NEA – Near Eastern Archaeology (1998–; Nachfolger von BA – The Biblical Archeologist)
- NEJM – The New England Journal of Medicine (1812–)
- Neurol. – Neurology (1951–)
- New J. Phys. – New Journal of Physics (1998–)
- NHGN – Norddeutsche Hotel- und Gaststätten Nachrichten (1893–)
- NIM – Nuclear Instruments and Methods
- NJ – Neue Justiz (1946/1947–)
- NJOZ – Neue Juristische Online-Zeitschrift
- NJW – Neue Juristische Wochenschrift (1947–)
- NK – Neue Kriminalpolitik (1989–)
- NlatJb – Neulateinisches Jahrbuch (1999–)
- NND – Neuer Nekrolog der Deutschen (1823–1854)
- NordÖR – Zeitschrift für Öffentliches Recht in Norddeutschland (1997–)
- NRL – Nouvelles de la République des Lettres (1981–)
- NRS – Nuova Rivista Storica (1917–)
- NSc – Notizie degli scavi di antichità
- NSJBLG – Niedersächsisches Jahrbuch für Landesgeschichte (1924–)
- NStZ – Neue Zeitschrift für Strafrecht (1981–)
- NTM – NTM Schriftenreihe für Geschichte der Naturwissenschaften, Technik und Medizin (1960–1991)
- NTS – New Testament Studies
- NuR – Natur und Recht (1979–)
- NVwZ – Neue Zeitschrift für Verwaltungsrecht (1982–)
- NWB – NWB Steuer- und Wirtschaftsrecht (vormals Neue Wirtschafts-Briefe)
- NZA – Neue Zeitschrift für Arbeitsrecht (1984–)
- NZBau – Neue Zeitschrift für Baurecht und Vergaberecht (1999–)
- NZFam – Neue Zeitschrift für Familienrecht
- NZG – Neue Zeitschrift für Gesellschaftsrecht (1994–)
- NZI – Neue Zeitschrift für das Recht der Insolvenz und Sanierung
- NZS – Neue Zeitschrift für Sozialrecht (1992–)
- NZV – Neue Zeitschrift für Verkehrsrecht (1988–)
- NZWehrr – Neue Zeitschrift für Wehrrecht (1959–)

## O
- ÖGL – Österreich in Geschichte und Literatur (1957–)
- OIP – Oriental Institute Publications (1924–)
- OJA – Oxford Journal of Archaeology (1982–)
- OLZ – Orientalistische Literaturzeitung (1898–)
- Or – Orientalia (1932–)
- ORDO – ORDO – Jahrbuch für die Ordnung von Wirtschaft und Gesellschaft (1948–)
- OS – Organization Science
- OSt – Organization Studies
- öarr – Österreichisches Archiv für Recht und Religion
- ÖVKT – Österreichische Vierteljahresschrift für katholische Theologie
- ÖZG, auch OeZG – Österreichische Zeitschrift für Geschichtswissenschaften (1990–)
- ÖZKD – Österreichische Zeitschrift für Kunst und Denkmalpflege (1952–)
- ÖZV – Österreichische Zeitschrift für Volkskunde (1895–)

## P
- PASJ – Publications of the Astronomical Society of Japan
- PASP – Publications of the Astronomical Society of the Pacific (1899–)
- PEP – Propellants Explosives Pyrotechnics (1976–)
- PersV – Die Personalvertretung
- PEQ – Palestine Exploration Quarterly (1937–, 1869–1936 als PEFQSt [Palestine Exploration Fund Quarterly Statement])
- PGRGK – Publikationen der Gesellschaft für rheinische Geschichtskunde
- Phil. Trans. Roy. Soc. – Philosophical Transactions of the Royal Society (1665–)
- PhiuZ – Physik in unserer Zeit (1970–)
- PhJ – Philosophisches Jahrbuch (1888–)
- PhLA – Philosophischer Literaturanzeiger (1948–)
- PhR – Philosophische Rundschau (1953–)
- PTh – Pastoraltheologie mit Göttinger Predigtmeditationen (1904–)
- Phys. Lett. – Physics Letters (1962–)
- Phys. Rev. – Physical Review (1893–)
- Phys. Rev. Lett., auch PRL – Physical Review Letters (1893–)
- PNAS – Proceedings of the National Academy of Sciences (1915–)
- POQ – Public Opinion Quarterly (1937–)
- PP – Past & Present (1952–)
- Proc. Roy. Soc. – Proceedings of the Royal Society (London) (1800–)
- PrTh – Praktische Theologie (1965–)
- PrVerwBl – Preußisches Verwaltungsblatt (1879/80–)
- PSBA – Proceedings of the Society of Biblical Archaeology
- PStR – Praxis Steuerstrafrecht
- PSQ – Presidential Studies Quarterly
- PZ – Pflegezeitschrift. Zeitschrift für stationäre und ambulante Pflege (1948–)
- PZ – Pharmazeutische Zeitung (1856–)

## Q
- QFIAB – Quellen und Forschungen aus italienischen Archiven und Bibliotheken (1898–)
- QM – Quaderni medievali
- QJM – QJM: An International Journal of Medicine (1907–)
- QSUP – Quaderni per la storia dell’Università di Padova
- QT – Quaderni Ticinesi

## R
- RA – Revue archéologique (1844–)
- RA – Revue d’assyriologie et d’archéologie orientale (1884/85–)
- RAA – Revue des Arts Asiatiques
- RabelsZ – Rabels Zeitschrift für ausländisches und internationales Privatrecht (1927–)
- RAM – Revue d’ascétique et de mystique (1–47, ab Bd. 48 (1972) RHSp)
- RAss – Revue d’assyriologie et d’archéologie orientale (1884–)
- RBPhH – Revue belge de philologie et d’histoire
- RAssRCCM – Rivista di Cultura Classica e Medioevale
- RdA – Recht der Arbeit (1948–)
- RdE – Revue d’Égyptologie (1933–)
- RdQ – Revue de Qumran (1958–)
- RDV – Recht der Datenverarbeitung (1985–)
- REA – Revue des études anciennes
- Recht – Das Recht: Übersicht über Schrifttum und Rechtsprechung (1897–1944, 1897–1924 mit dem Zusatz: Rundschau für den deutschen Juristenstand)
- Rec. M. M. – Recreational Mathematics Magazine
- REEP – Review of Environmental Economics and Policy (2007–)
- REG – Revue des Études Grecques (1888–)
- REL – Revue des Études Latines (1923–)
- REMA – Revue des études militaires anciennes (2004–2013)
- RENOpraxis – Zeitschrift für Rechtsanwalts- und Notariatsangestellte (2004–)
- Rev.Mod.Phys. – Review of Modern Physics
- Rev.Sci.Instrum. – Review of Scientific Instruments
- RFNS – Rivista di Filosofia Neo-Scolastica
- RH – Revue Historique (1876–)
- RHA – Revue hittite et asianique
- RHE – Revue d’histoire ecclésiastique
- RHSp – Revue d’histoire de la spiritualité
- RhM – Rheinisches Museum für Philologie (1827–1829; 1832/1833–1838/1839; 1842–1944; 1950–)
- RHM – Römische Historische Mitteilungen
- RHMC – Revue d’histoire moderne et contemporaine (1899–)
- RHR – Revue de l’histoire des religions
- RHT – Revue d’histoire des textes
- RhVjbll – Rheinische Vierteljahrsblätter (1931–)
- RIDA – Révue Internationale du Droit d’Auteur
- RIDA – Révue Internationale des Droits de l’Antiquité
- RIN – Rivista Italiana di Numismatica (1888–)
- RIW – Recht der internationalen Wirtschaft (1954–)
- RJBH – Römisches Jahrbuch der Bibliotheca Hertziana (1937–)
- RJKG – Rottenburger Jahrbuch für Kirchengeschichte
- RLM – Rivista di Letterature Moderne
- RM – Mitteilungen des Deutschen Archäologischen Instituts, Römische Abteilung (1886–)
- RMM – Revue de Métaphysique et de Morale (1893–)
- RN – Revue numismatique (1835–)
- RNotZ – Rheinische Notar-Zeitschrift (1856–)
- RömQS – Römische Quartalschrift für Christliche Altertumskunde und Kirchengeschichte (1887–)
- Rpfleger – Der Deutsche Rechtspfleger (1889–)
- RPL – Res Publica Litterarum (1978–)
- RQ – Renaissance Quarterly
- RQ – Römische Quartalschrift für Christliche Altertumskunde und Kirchengeschichte (1887–)
- RRa – Reiserecht aktuell (1993–)
- RSI – Rivista Storica Italiana (1884–)
- RSCI – Rivista di Storia della Chiesa in Italia (1947–)
- RSO – Revista degli Studi Orientali
- RSyn – Revue de synthèse
- RThPh – Revue de théologie et de philosophie (1868–)
- RTR – Railway Technology Review
- RuG – Recht und Gesellschaft
- RuP – Recht und Politik (1965–)
- RVGreport – Rechtsanwaltsvergütungsgesetz Report (1999–)
- r+s – Recht und Schaden (1974–)

## S
- SAA – State Archives of Assyria (1987–)
- SAAS – State Archives of Assyria Studies (1992–)
- SaBl – Sammelblatt für Rechtsvorschriften des Bundes und der Länder (1950–)
- SABKG – Studien zur altbayerischen Kirchengeschichte
- SAJH – Studies in American Jewish history
- SAK – Studien zur Altägyptischen Kultur (1974–)
- SAO – Studia et acta Orientalia
- SAOC – Studies in Ancient Oriental Civilization
- SAPh – Studien zur antiken Philosophie
- SAR – Studies in American religion
- SBAr – Studies in biblical archaeology
- SBAW – Sitzungsberichte der Bayerischen Akademie der Wissenschaften
- SBPAW – Sitzungsberichte der Preußischen Akademie der Wissenschaften
- SBS – Stuttgarter Bibelstudien
- SCED – Structural Change and Economic Dynamics
- SchAZtg – SchiedsamtsZeitung
- SchiedsVZ – Zeitschrift für Schiedsverfahren (2003–)
- Sci. Am. – Scientific American
- Scrip. M. – Scripta Mathematica
- sd – Signal + Draht (1906–1944; 1948–)
- SdL – Soziale Sicherheit in der Landwirtschaft
- SdW – Spektrum der Wissenschaft (1978–)
- SER – Schweizer Eisenbahn-Revue (1978–)
- SeuffA – Seuffert’s Archiv
- SJ – Steuer-Journal (2003–)
- SJOT – Scandinavian Journal of the Old Testament (1986–)
- SJZ – Süddeutsche Juristenzeitung (1946–1950)
- SJZ – Schweizerische Juristen-Zeitung (1904–)
- SM – Schweizer Münzblätter (1949–)
- SMGB – Studien und Mitteilungen zur Geschichte des Benediktinerordens und seiner Zweige (1880–); früher SMBO
- SMJ – Strategic Management Journal
- SoKMG – Sonderhefte der Karl-May-Gesellschaft
- SR – Studies in Religion
- S:R – Status:Recht (2006–; Beilage zu Der Betrieb)
- StIr – Studia Iranica (1972–)
- StL – Studia Leibnitiana (1969–)
- StLi – Studia Liturgica
- StOr – Studia Orientalia (1925–)
- StOrE – Studia orientalia Electronica
- StR – Steuer Revue / Revue fiscale
- StRR – Strafrechtsreport (2006–)
- StraFo – Strafverteidigerforum
- StudZR – Studentische Zeitschrift für Rechtswissenschaft Heidelberg (2004–)
- StV – Strafverteidiger (1981–)
- StZ – Stimmen der Zeit
- SuW – Sterne und Weltraum (1962–)
- SWK – Steuer- und Wirtschaftskartei
- Syria – Syria (1920–)
- SZG – Schweizerische Zeitschrift für Geschichte (1873–)
- SZW – Schweizerische Zeitschrift für Wirtschafts- und Finanzmarktrecht

## T
- TBG – Tijdschrift van het Bataviaasch Genootschap van Kunsten en Wetenschapen
- TG – Tijdschrift voor geschiedenis
- TH – Tiroler Heimat (1920–)
- ThGl – Theologie und Glaube (1919–)
- TheolB oder TheolBeitr – Theologische Beiträge (1969–)
- TheolG oder TheolGespr – Theologisches Gespräch
- TheoryDecis oder Theory Decis – Theory and Decision (1970–)
- ThLZ – Theologische Literaturzeitung (1876–)
- ThPh – Theologie und Philosophie
- ThQ – Theologische Quartalschrift (Tübingen 1819–)
- ThR – Theologische Rundschau (1897–)
- ThRv – Theologische Revue (1902–)
- ThZ – Theologische Zeitschrift.Basel
- Tint – Der Tintling
- Top. Catal. – Topics in Catalysis (1994–)
- Toxicol. Mech. Method. – Toxicology Mechanisms and Methods (1991–)
- TPS – Transactions of the Philological Society (1854–)
- TS – Theological Studies (1940–)
- TThZ – Trierer Theologische Zeitschrift

## U
- UF – Ugarit-Forschungen. Internationales Jahrbuch für die Altertumskunde Syrien-Palästinas (1969–)
- UFITA – Archiv für Urheber- und Medienrecht, früherer Name: Archiv für Urheber-, Film- und Theaterrecht (1928–)

## V
- VChr – Vigiliae Christianae
- VeEc – Verbum et Ecclesia
- VersorgW – Versorgungs-Wirtschaft
- VersR – Versicherungsrecht (1950–)
- VerwArch – Verwaltungsarchiv
- VF – Verkündigung und Forschung (1934–)
- VfZ – Vierteljahrshefte für Zeitgeschichte (1953–)
- vgi – Österreichische Zeitschrift für Vermessung und Geoinformation (1913–)
- Vivarium – Vivarium (1963–)
- VM – Verwaltung und Management
- VR – Verwaltungsrundschau
- VRR – VerkehrsRechtsReport (2004–)
- VSWG – Vierteljahrschrift für Sozial- und Wirtschaftsgeschichte (1903–)
- VT – Vetus Testamentum (1951–)
- VuR – Verbraucher und Recht
- VVDStRL – Veröffentlichungen der Vereinigung deutscher Staatsrechtslehrer

## W
- WA – World Archaeology (1969–)
- WAB – Wissenschaftliche Arbeiten aus dem Burgenland
- WarnR – Warneyers Rechtsprechung
- WBN – Wolfenbütteler Barock-Nachrichten
- WDGB – Würzburger Diözesangeschichtsblätter
- WdO – Die Welt des Orients (1947–)
- WeOr – Die Welt des Orients (1947–)
- WestF – Westfälische Forschungen (1938–1942; 1952–)
- WeSTh – Zeitschrift Werkstatt Schwule Theologie (1994–)
- WGB – Wiener Geschichtsblätter (1946–)
- WissR – Wissenschaftsrecht (1968–)
- Wiss. Ber. AEG-Telefunken – Wissenschaftliche Berichte AEG-Telefunken
- WiSt – Wirtschaftswissenschaftliches Studium
- wistra – Zeitschrift für Wirtschaft, Steuer und Strafrecht
- WiSu – Das Wirtschaftsstudium
- WJ – Würzburger Jahrbücher für die Altertumswissenschaft
- WLA – Wissenschaftlicher LiteraturAnzeiger
- WM – Wertpapiermitteilungen
- WmM – Würzburger medizinhistorische Mitteilungen
- WMQ – The William and Mary Quarterly (1892–)
- WNB, WNzB – Wolfenbütteler Notizen zur Buchgeschichte
- WoBl – Wohnrechtliche Blätter (1988–)
- WPg – Die Wirtschaftsprüfung
- WRM – Wolfenbütteler Renaissance-Mitteilungen
- WT – WeltTrends (1993–)
- W&V – Werben & Verkaufen (1963–)
- WZGM – Wiener Zeitschrift zur Geschichte der Neuzeit (2001–)
- WZKM – Wiener Zeitschrift für die Kunde des Morgenlandes (1887–)
- WZKS – Wiener Zeitschrift für die Kunde Südasiens
- WzM – Wege zum Menschen (1954–)

## X
- XeniaAnt – Xenia antiqua (1993–2001)

## Z
- ZA – Zeitschrift für Assyriologie und Vorderasiatische Archäologie (1886–)
- ZAA – Zeitschrift für Agrargeschichte und Agrarsoziologie (1953–)
- ZAC – Zeitschrift für Antikes Christentum (1997–)
- ZaeFQ – Zeitschrift für ärztliche Fortbildung und Qualität im Gesundheitswesen (1904–2007)
- ZÄS – Zeitschrift für Ägyptische Sprache und Altertumskunde (1863–)
- ZAK – Zeitschrift für Schweizerische Archäologie und Kunstgeschichte
- Zak – Zak – Zivilrecht aktuell (2005–)
- Z Allg Med – Zeitschrift für Allgemeinmedizin (1924–)
- ZAM – Zeitschrift für Allgemeinmedizin (1924–)
- ZAkDR – Zeitschrift der Akademie für Deutsches Recht
- ZAP – Zeitschrift für die Anwaltspraxis (1989–)
- ZAR – Zeitschrift für Ausländerrecht und Ausländerpolitik (1981–)
- ZAW – Zeitschrift für die Alttestamentliche Wissenschaft (1881–)
- ZBl – Schweizerisches Zentralblatt für Staats- und Verwaltungsrecht (1900–)
- ZBLG – Zeitschrift für bayerische Landesgeschichte (1928–)
- ZBR – Zeitschrift für Beamtenrecht (1952–)
- ZBVR – Zeitschrift für Betriebsverfassungsrecht (1989–)
- ZDGG – Zeitschrift für deutsche Geistesgeschichte (1935–1938)
- ZDPE – Zeitschrift für Didaktik der Philosophie und Ethik
- ZDMG – Zeitschrift der Deutschen Morgenländischen Gesellschaft (1847–)
- ZDPV – Zeitschrift des Deutschen Palästina-Vereins (1953–)
- ZDTh – Zeitschrift für dialektische Theologie (1985–)
- ZEE – Zeitschrift für Evangelische Ethik (1957–)
- ZEFQ – Zeitschrift für Evidenz, Fortbildung und Qualität im Gesundheitswesen (2008–)
- ZErb – Zeitschrift für die Steuer- und Erbrechtspraxis
- ZEuP – Zeitschrift für Europäisches Privatrecht (1993–)
- ZEuS – Zeitschrift für Europarechtliche Studien (1998–)
- ZEV – Zeitschrift für Erbrecht und Vermögensnachfolge (1994–)
- ZfB – Zeitschrift für Betriebswirtschaft (1924–)
- ZfBB – Zeitschrift für Bibliothekswesen und Bibliographie (1954–)
- ZfbF – Schmalenbachs Zeitschrift für betriebswirtschaftliche Forschung (1906–)
- ZfBR – Zeitschrift für deutsches und internationales Bau- und Vergaberecht
- ZfBw – Zeitschrift für Bauwesen (1851–1931)
- ZfC – Controlling. Zeitschrift für erfolgsorientierte Unternehmenssteuerung
- ZfdA – Zeitschrift für deutsches Altertum und deutsche Literatur (1841–)
- ZfdPh – Zeitschrift für deutsche Philologie (1868–)
- ZFE – Zeitschrift für Familien- und Erbrecht (2001–)
- ZfG – Zeitschrift für Ganzheitsforschung (1959–2006)
- ZfG – Zeitschrift für Geschichtswissenschaft (1953–)
- ZfGD – Zeitschrift für Geschichtsdidaktik (2002–)
- ZfJ – Zeitschrift für Jugendkunde (1934–1935)
- ZfJ – Zentralblatt für Jugendrecht (1909–2005)
- ZfK – Zeitschrift für Kirchengeschichte (1877–)
- ZfKE – Zeitschrift für KMU und Entrepreneurship
- ZfM – Zeitschrift für Metallkunde (gegründet 1910, erscheint seit 2006 unter anderem Namen)
- ZfN – Zeitschrift für Numismatik (1874–1935)
- ZfO – Zeitschrift für Ostmitteleuropa-Forschung
- zfo – Zeitschrift Führung und Organisation
- ZfP – Zeitschrift für Politik (1907–)
- ZfPäd – Zeitschrift für Pädagogik (1955–)
- ZfPR – Zeitschrift für Personalvertretungsrecht (1989–)
- ZFR – Zeitschrift für Finanzmarktrecht (2006–)
- ZfS – Zeitschrift für Soziologie (1972–)
- ZfSÖ – Zeitschrift für Sozialökonomie (1964–)
- zfv – Zeitschrift für Vermessungswesen (1872–)
- ZfV – Zeitschrift für Verkehrswissenschaft (1922–)
- ZfvS – Zeitschrift für vergleichende Sprachforschung auf dem Gebiete der Indogermanischen Sprachen (1877–1967)
- ZfvS – Zeitschrift für vergleichende Sprachforschung (1968–1987)
- ZG – Zeitschrift für Gesetzgebung
- ZGE – Zeitschrift für Geistiges Eigentum (2009–)
- ZGG – Zeitschrift für Gerontologie und Geriatrie
- ZGJD – Zeitschrift für die Geschichte der Juden in Deutschland (1887–1890; 1892; 1929–1932; 1935–1937)
- ZGO – Zeitschrift für die Geschichte des Oberrheins (1850–)
- ZGR – Zeitschrift für Unternehmens- und Gesellschaftsrecht (1972–)
- ZGS – Zeitschrift für Vertragsgestaltung, Schuld- und Haftungsrecht (2001–)
- ZgS – Zeitschrift für die gesamte Staatswissenschaft (1844–1985)
- ZGW – Zeitschrift für Geologische Wissenschaften (1973–)
- ZGW – Zeitschrift für Geschichtswissenschaft (1844–1848)
- ZHF – Zeitschrift für Historische Forschung (1974–)
- ZHR – Zeitschrift für das gesamte Handelsrecht und Wirtschaftsrecht (1858–)
- ZiG – Zeitschrift für interkulturelle Germanistik (2010-)
- ZIG – Zeitschrift für Ideengeschichte (2007–)
- ZinsO – Zeitschrift für das gesamte Insolvenzrecht (1998–)
- ZIP – Zeitschrift für Wirtschaftsrecht (1980–)
- ZIS – Zeitschrift für Internationale Strafrechtsdogmatik (2006–)
- ZJJ – Zeitschrift für Jugendkriminalrecht und Jugendhilfe (2003–; als Nachfolgerin des DVJJ-Journals)
- ZJS – Zeitschrift für das Juristische Studium (2008–)
- ZKF – Zeitschrift für Kommunalfinanzen
- ZKG – Zeitschrift für Kirchengeschichte (1877–)
- ZKM – Zeitschrift für Konfliktmanagement (2000–)
- ZKM –  Zeitschrift für die Kunde des Morgenlandes (1837–1846)
- ZKph – Zeitschrift für Kulturphilosophie (2007–)
- ZKS – Zeitschrift für Kanada-Studien (1981-)
- ZLVR – Zeitschrift für Landesverfassungsrecht und Landesverwaltungsrecht (2016–)
- ZMiss – Interkulturelle Theologie. Zeitschrift für Missionswissenschaft (1816–)
- ZMV, Die Mitarbeitervertretung – Zeitschrift für die Praxis der Mitarbeitervertretung in den Einrichtungen der katholischen und evangelischen Kirche (1992–)
- ZNER – Zeitschrift für neues Energierecht
- ZNotP – Zeitschrift für die Notarpraxis (1996–)
- ZÖIAV – Zeitschrift des Österreichischen Ingenieur- und Architektenvereins
- ZOG – Zeitschrift für die österreichischen Gymnasien
- Zool. Jb. Syst. – Zoologische Jahrbücher. Abteilung für Systematik, Geographie und Biologie der Tiere (1886–)
- ZParl – Zeitschrift für Parlamentsfragen (1969–)
- ZPE – Zeitschrift für Papyrologie und Epigraphik (1967–)
- ZphF – Zeitschrift für philosophische Forschung (1946–)
- Z.Phys. – Zeitschrift für Physik (1920–1997)
- ZPTh – Zeitschrift für Politische Theorie (2010–)
- ZRG – Zeitschrift der Savigny-Stiftung für Rechtsgeschichte (1861–)
- ZRG GA – Zeitschrift der Savigny-Stiftung für Rechtsgeschichte – Germanistische Abteilung (1880–)
- ZRG KA – Zeitschrift der Savigny-Stiftung für Rechtsgeschichte – Kanonistische Abteilung (1911–)
- ZRG RA – Zeitschrift der Savigny-Stiftung für Rechtsgeschichte – Romanistische Abteilung (1880–)
- ZRGG – Zeitschrift für Religions- und Geistesgeschichte (1948–)
- ZRP – Zeitschrift für Rechtspolitik (1968–)
- ZStW – Zeitschrift für die gesamte Strafrechtswissenschaft (1881–)
- ZThG – Zeitschrift für Theologie und Gemeinde (1996–)
- ZThG – Zeitschrift für Thüringische Geschichte (2008–) (Fortsetzung von ZVThG)
- ZThGA – Zeitschrift des Vereins für Thüringische Geschichte und Alterthumskunde (1854–1871; fortgesetzt mit ZVThGA NF)
- ZThK – Zeitschrift für Theologie und Kirche (1891–)
- ZTR – Zeitschrift für Tarifrecht
- ZUG – Zeitschrift für Unternehmensgeschichte (1977–)
- ZUM – Zeitschrift für Urheber- und Medienrecht (1985–; 1957–1984 als Film und Recht, FuR)
- ZVersWiss – Zeitschrift für die gesamte Versicherungswissenschaft (1901–)
- ZVLGA – Zeitschrift des Vereins für Lübeckische Geschichte und Altertumskunde (1861–)
- ZVORAO – Записки Восточного отделения Русского археологического общества = Zapiski Vostocnogo Otdelenija Rossijskogo Archeologičeskogo Obščestva = Memoirs of the Oriental Department of the Russian Archaeological Society (Sankt-Peterburg; Alte Serie: Band 1–25 1886–1921 / Neue Serie: 1=26.2002–)[8]
- ZVThG – Zeitschrift des Vereins für Thüringische Geschichte (1992–2007) (Jahrg. 46–61) (Fortsetzung von ZVThGA NF; fortgesetzt mit ZVThG)
- ZVThGA NF – Zeitschrift des Vereins für Thüringische Geschichte und Altertumskunde Neue Folge (1879–1943; Fortsetzung von ZThGA; fortgesetzt mit ZVThG)
- ZVThürG – Zeitschrift des Vereins für Thüringische Geschichte (1992–2007; Fortsetzung von ZVThGA NF; fortgesetzt mit ZVThG)
- ZWLG – Zeitschrift für Württembergische Landesgeschichte (1937–)
- ZZP – Zeitschrift für Zivilprozess